# Близард (ветар)
Близард је јака снежна олуја коју карактеришу јаки стални ветрови јачине најмање 56 km/h (35 mph) и траје дужи временски период—обично три сата или више. Приземна мећава је временско стање у коме снег не пада, али се растресити снег на тлу подиже и разноси јаким ветровима. Мећаве могу имати огромну величину и обично се протежу на стотине или хиљаде километара.

## Дефиниција и етимологија
У Сједињеним Државама, Национална метеоролошка служба дефинише мећаву као јаку снежну олују коју карактеришу јаки ветрови који изазивају снег који за последицу има слабу видљивост. Разлика између мећаве и снежне олује је јачина ветра, а не количина снега. Да би била мећава, снежна олуја мора да има трајне ветрове или честе ударе који су већи или једнаки 56 km/h (35 mph) са снегом који дува или наноси, што смањује видљивост на 400 m (0,25 mi) или мање и мора трајати дужи временски период—обично три сата или више.
Иако јака хладноћа и велике количине снега могу да прате мећаве, оне нису неопходне. Мећаве могу донети услове за бељење и могу парализовати регионе данима, посебно тамо где су снежне падавине необичне или ретке.
Јака мећава има ветрове преко 72 km/h (45 mph), скоро нулту видљивост и температуре од −12 °C (10 °F) или ниже. На Антарктику мећаве су повезане са ветровима који се преливају преко ивице леденог платоа просечном брзином од 160 km/h (99 mph).
Приземна мећава се односи на временске услове у којима се растресити снег или лед на тлу подижу и разносе јаки ветрови. Примарна разлика између приземне мећаве и обичне мећаве је у томе што се у приземној мећави у то време не стварају падавине, већ су све падавине већ присутне у облику снега или леда на површини.
Аустралијски биро за метеорологију описује мећаву као: „Снажан и веома хладан ветар који је натоварен снегом, од којих је бар неки део подигнут са земље прекривене снегом“.
Оксфордски речник енглеског језика закључује да је термин мећава вероватно ономатопејски, изведен из истог значења као ударац, експлозија, жуљ и блесак ; прва забележена употреба за временске прилике датира из 1829. године, када је дефинисана као „насилан ударац“. Своју модерну дефиницију постигао је 1859. године, када је био у употреби у западним Сједињеним Државама. Термин је постао уобичајен у штампи током оштре зиме 1880–81.

## Олујни системи Сједињених Држава
У Сједињеним Државама, олујни системи који су довољно моћни да изазову мећаве обично се формирају када се млазни ток спусти далеко на југ, дозвољавајући хладном, сувом поларном ваздуху са севера да се сукоби са топлим, влажним ваздухом који се креће са југа.
Када се хладан, влажан ваздух из Тихог океана креће на исток ка Стеновитим планинама и Великим равницама, а топлији, влажни ваздух крене северно од Мексичког залива, све што је потребно је кретање хладног поларног ваздуха који се креће на југ и формира потенцијалну мећаву. услови који се могу простирати од Тексашког Панхендла до Великих језера и средњег запада . Мећава се такође може формирати када се хладни фронт и топли фронт помешају и мећава се формира на граничној линији.
Други олујни систем се јавља када се хладно језгро ниско изнад области Хадсоновог залива у Канади помери ка југу преко југоисточне Канаде, Великих језера и Нове Енглеске. Када се хладни фронт који се брзо креће судари са топлијим ваздухом који долази на север из Мексичког залива, јављају се јаки површински ветрови, значајна адвекција хладног ваздуха и обимне зимске падавине.
Системи ниског притиска који се крећу са Стеновитих планина на Велике равнице, широку равну земљу, већи део прекривених преријама, степама и травњацима, могу изазвати грмљавину и кишу на југу и јаке снегове и јаке ветрове на северу. Са мало дрвећа или других препрека за смањење ветра и дувања, овај део земље је посебно осетљив на мећаве са веома ниским температурама и условима бељења. У правом белилу нема видљивог хоризонта. Људи се могу изгубити у сопственим двориштима, када су врата само 3 м далеко, и морали би да напипају свој пут назад. Возачи морају да зауставе своје аутомобиле где се налазе, јер је пут немогуће видети.